# Henri Servant
Henri Servant (* 1945 in Gard; † 14. Juli 2011) war ein französischer Diplomat.

## Leben
Henri Servant war der Sohn von Suzanne Rouzaud und Henri Servant.
Von 1978 bis 1981 wurde Henri Servant in der Abteilung Mittlerer Osten im französischen Außenministerium beschäftigt, wo er der stellvertretende Direktor wurde.
Von 3. Dezember 1981 bis 14. Januar 1986 war er Botschafter in Damaskus, Syrien.
In der Folge des Mordes an Louis Delamare wurde Henri Servant zu Konsultationen nach Paris gerufen.
Anschließend wurde er zum Leiter der Abteilung Mittlerer Osten im Außenministerium ernannt.
Henri Servant war als Botschafter in Teheran vorgesehen, da 1987 im Libanon vier französische Staatsbürger als Geiseln gehalten wurden, unterblieb die Entsendung eines französischen Botschafters nach Teheran. Von 1987 bis 1989 war er Botschafter bei Mohammed Zia-ul-Haq in Islamabad, Pakistan.
1995 gründete er mit Fernand Rouillon die Association d’amitié Franco-Syrienne deren Ehrenvorsitzender er wurde.
| Vorgänger        | Amt                                             | Nachfolger         |
| ---------------- | ----------------------------------------------- | ------------------ |
| Fernand Rouillon | Französischer Botschafter in Syrien 1981–1986   | Alain Grenier      |
| Roger Duzer      | Französischer Botschafter in Pakistan 1987–1989 | Jean-Pierre Masset |